# (4248) Ranald
(4248) Ranald est un astéroïde de la ceinture principale.

## Description
(4248) Ranald est un astéroïde de la ceinture principale. Il fut découvert le 23 avril 1984 à Lac Tekapo par Alan C. Gilmore et Pamela M. Kilmartin. Il présente une orbite caractérisée par un demi-grand axe de 2,30 UA, une excentricité de 0,10 et une inclinaison de 5,8° par rapport à l'écliptique.

## Compléments